# Sangabasis dentifer
Sangabasis dentifer is een libellensoort uit de familie van de waterjuffers (Coenagrionidae), onderorde juffers (Zygoptera). De wetenschappelijke naam van de soort is voor het eerst geldig gepubliceerd in 1939 door Needham & Gyger.
1. ↑  (en) Sangabasis dentifer op de IUCN Red List of Threatened Species.